# Font-Romeu-Odeillo-Via
Font-Romeu-Odeillo-Via är en kommun i departementet Pyrénées-Orientales i regionen Occitanien i södra Frankrike. Kommunen ligger i kantonen Saillagouse som tillhör arrondissementet Prades. År 2022 hade Font-Romeu-Odeillo-Via 1 770 invånare.

## Befolkningsutveckling
Antalet invånare i kommunen Font-Romeu-Odeillo-Via
| Referens: INSEE |